# Méricourt (Yvelines)
Méricourt – miejscowość i gmina we Francji, w regionie Île-de-France, w departamencie Yvelines. Przez miejscowość przepływa Sekwana. 
Według danych na rok 1990 gminę zamieszkiwało 359 osób, a gęstość zaludnienia wynosiła 167 osób/km² (wśród 1287 gmin regionu Île-de-France Méricourt plasuje się na 887. miejscu pod względem liczby ludności, natomiast pod względem powierzchni na miejscu 858.).